# Choquequirao
Choquequirao (en quechua Chuqi K'iraw, « le Berceau d'or ») est une cité inca en ruines située au sud du Pérou. Elle présente des similitudes frappantes, tant dans son organisation structurelle que dans son architecture, avec Machu Picchu, ce qui lui vaut d'être connue comme sa « sœur », même si elle est plus isolée, située plus en altitude et reçoit la visite de beaucoup moins de touristes.
Les ruines de Choquequirao sont constituées de bâtiments et terrasses situés à différents niveaux, s'étalant de Sunch'u Pata au point le plus bas jusqu'au sommet de la colline tronquée. Celle-ci a été nivelée et son sommet a été circonscrit dans un cercle de pierres afin de former une plateforme de 30 mètres par 50.

## Localisation

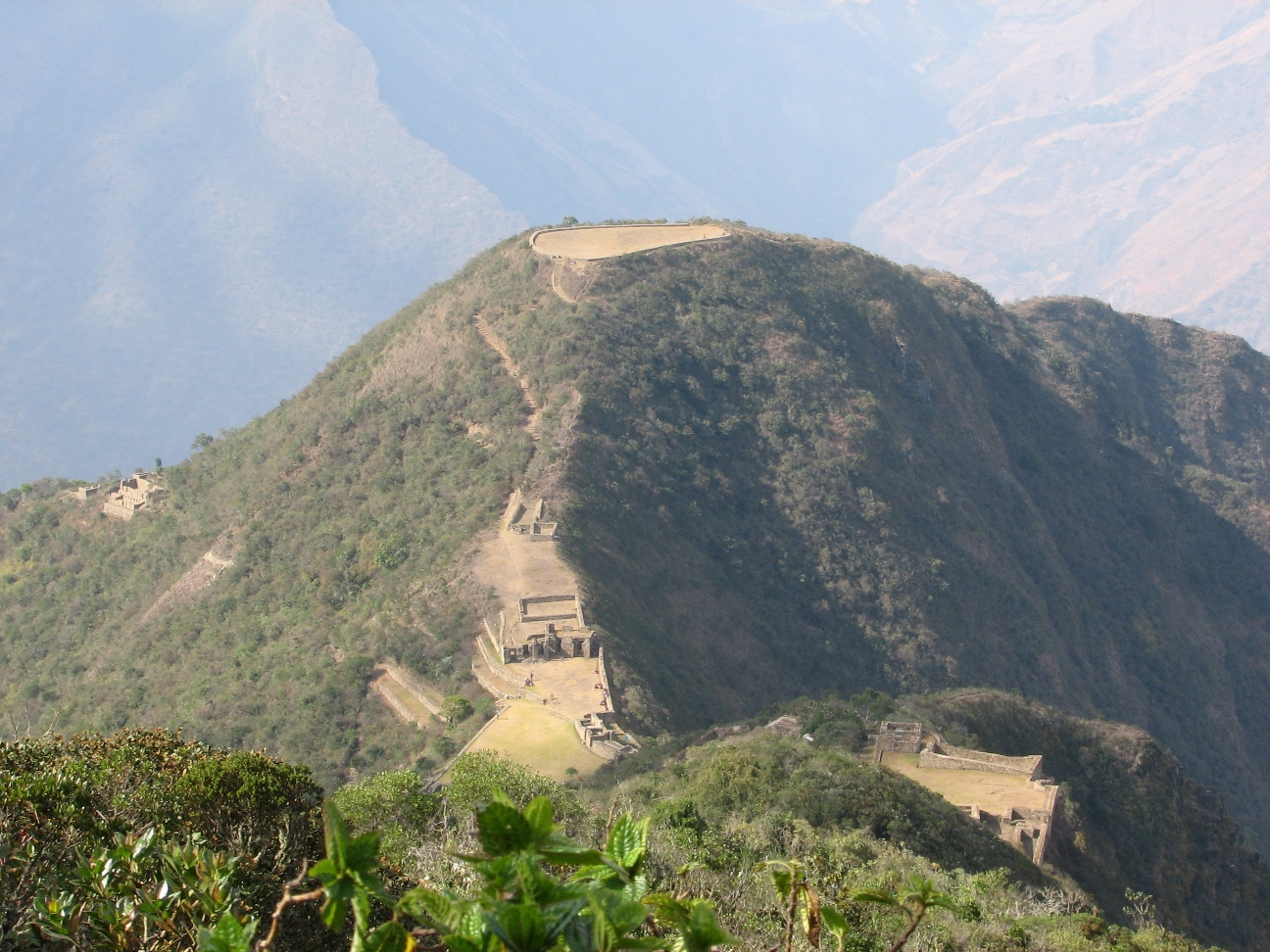
Colline au sommet tronqué à Choquequirao

Choquequirao est située à 3 085 m d'altitude dans la chaîne de Salkantay, dans la province de Anta (Région de Cuzco), et surplombe la vallée de la rivière Apurimac. Le complexe entier s'étale sur 1 800 hectares, dont seuls 30 à 40 % ont été fouillés à ce jour. 
Actuellement, il n'existe pas de route carrossable pour se rendre au site de Choquequirao. Généralement, le sentier qui permet d'accéder à la cité commence à Cachora. Il faut deux jours depuis cette localité pour atteindre le site, ou depuis Yanama par le côté sud.

## Histoire
Le site a probablement été construit pendant le règne du roi Inca Pachacuti Inca Yupanqui, ou Pachacutec, et est considéré comme ayant servi de dernier bastion de résistance et de refuge des Fils du Soleil réfugiés de Cuzco lors de son siège, en 1535 et menés jusqu'à Choquequirao par Manco Capac II.
Il est possible que Choquequirao ait servi de point de contrôle pour accéder à la région de Vilcabamba ainsi que de centre religieux et culturel pour la région environnante. La cité a également pu jouer un rôle important en tant que lien entre la forêt amazonienne et la ville de Cuzco.

## Architecture
Si l'on découvre le site par le chemin de Cachora, on arrive en contrebas au niveau des terrasses en pierres posées de différentes tailles. On n'a pas découvert de carrières de pierres à proprement parler à proximité, néanmoins, il s'agit du même matériau que la roche environnante. Ce type de terrasses ainsi que certains bâtiments relèvent du style architectural des Chachapoyas (peuple). 
Au-dessus de ces terrasses, sur un promontoire balayé par les vents se trouvent les ruines d'un grenier (pikiwasi, maison des poux) qui abritait vraisemblablement en bas des peaux de lama et des outils, et à l'étage les céréales. Encore un peu plus haut, on accède à la maison d'enseignement des prêtres puis à une esplanade (vue à 360°), espace réservé aux cérémonies en l'honneur des divinités incas. Plus loin, la zone des temples puis des habitations.

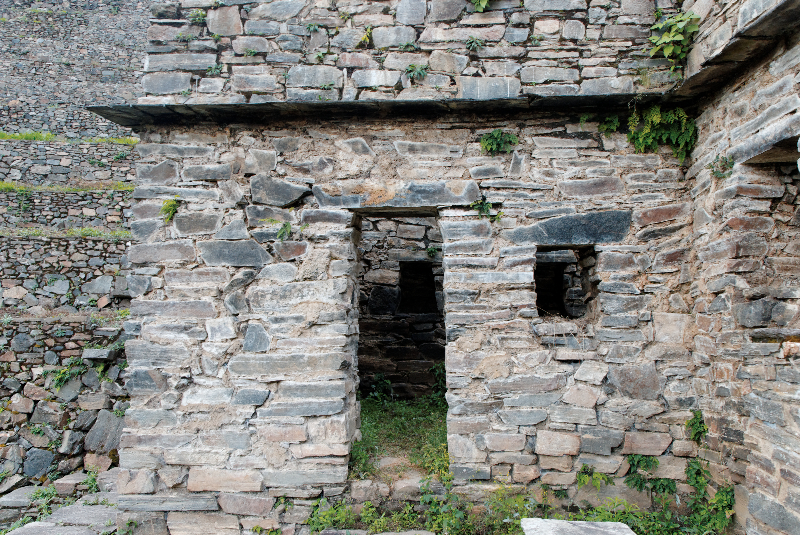
Maison surplombant les terrasses avec une avancée en pierres plates caractéristique du style des Chachapoyas.
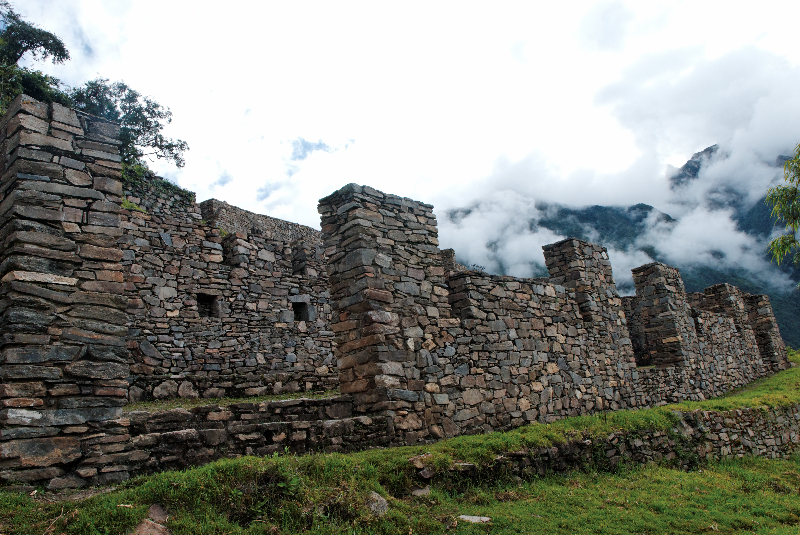
Grenier.
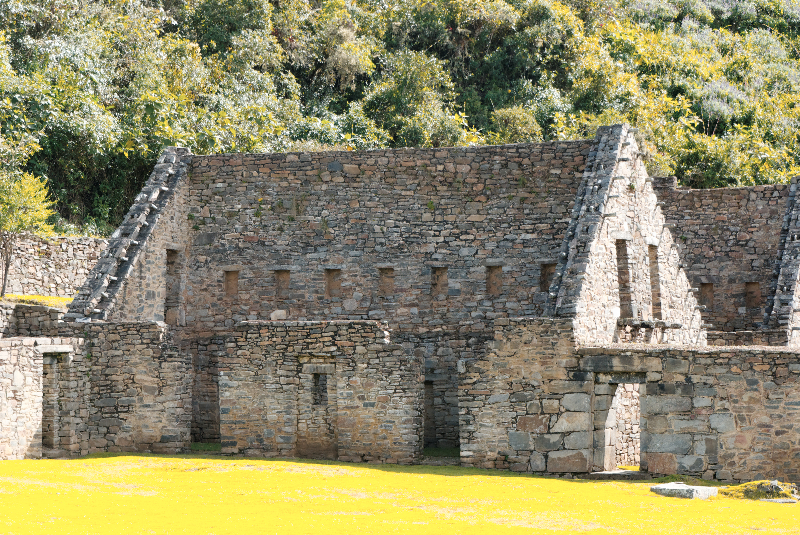
Maison.

## Disposition du site

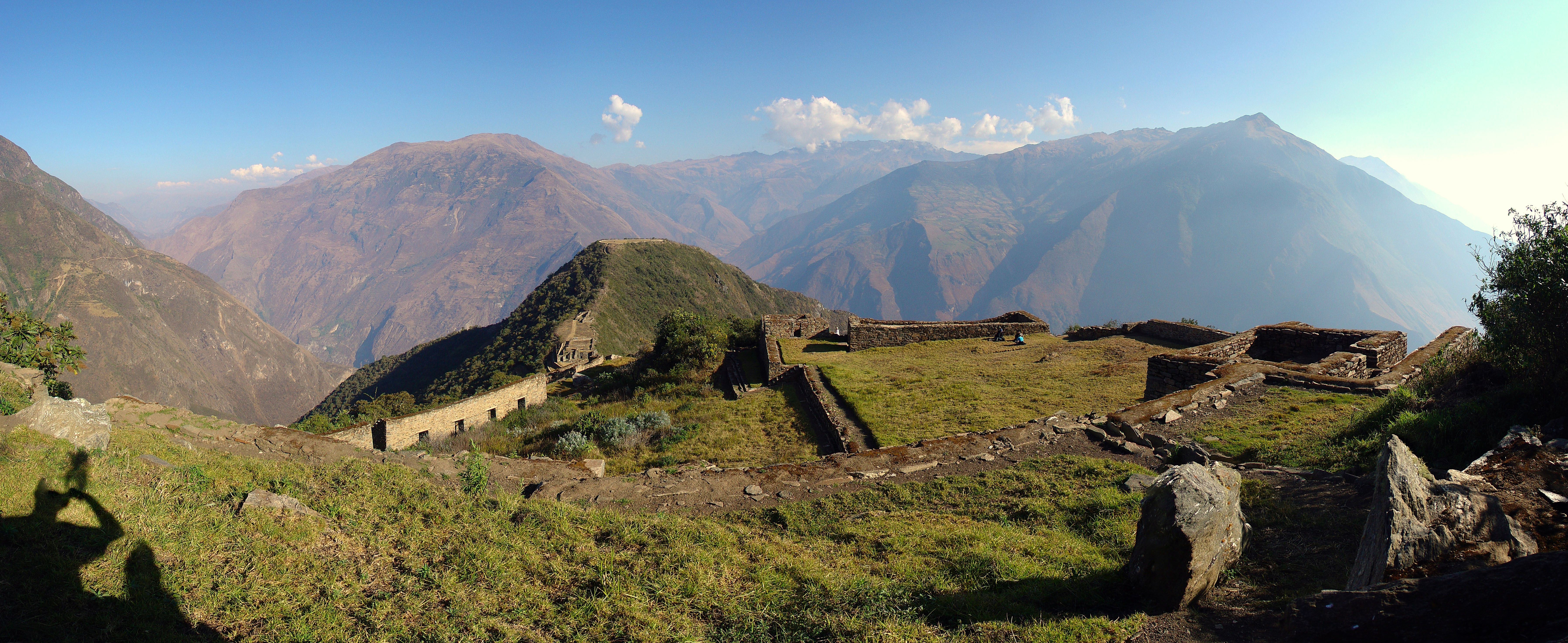
Panorama des ruines.

Les plus grandes constructions du site sont de typiques terrasses Incas. Un temple, des bâtiments administratifs et les quartiers de résidence des aristocrates sont situés autour de la place centrale. Il y a de nombreux canaux d'irrigation, aqueducs et sources. Parmi les curiosités de Choquequirao, il faut noter les dessins de lamas en pierre blanche sur le granit de certaines terrasses formant une sorte d'immense escalier sur une pente de plus de 60%. Ces lamas font l'objet d'interrogations parmi les archéologues. Certains y voient un motif religieux qui reprend également les motifs de lamas des tissus de cette époque. Certains éléments de la cité ne peuvent pas être vus au Machu Picchu, comme les bâtiments à deux étages. La plupart des constructions sont bien préservées et ont été bien restaurées. La fouille et la restauration du site sont toujours en cours. Le gouvernement français a d'ailleurs annulé une partie des dettes du Pérou[réf. nécessaire] pour rénover ce site, dont il resterait 70 % à découvrir et le travail de défrichage est un éternel recommencement car il ne peut être fait qu'à la saison sèche.

## Découverte
Selon Ethan Todras-Whitehill du New York Times, le premier visiteur non inca sur le site de Choquequirao fut l'explorateur Juan Arias Díaz en 1710. La première référence écrite date de 1768 et fut rédigée par Cosme Bueno, mais fut ignorée à l'époque. 
En 1834, l'explorateur français Eugène de Sartiges redécouvrit le site et en fit une description dans la Revue des Deux Mondes. 
Lorsque Hiram Bingham, découvreur également du site de Machu Picchu, visita Choquequirao en 1909, le site connut un regain de popularité et d'attention. Les premières excavations eurent lieu quelques décennies plus tard, dans les années 1970.

## Dans la culture
L'émission Enquêtes archéologiques, d'Arte, a consacré son numéro du 30 août 2021 à Choquequirao, sous le titre « La géographie sacrée des Incas » (27 min). Elle décortique les raisons qui ont pu pousser l'Inca à construire un palais dans ce lieu isolé : glaciers des montagnes sacrées, surplomb du rio Apurimac, lieu privilégié par rapport à la course du soleil, etc.

Panorama de la vallée de l'Apurimac, sur le sentier vers Choquequirao. Choquequirao est situé à droite de la rivière, en arrière-plan. L'emplacement de la colline tronquée est reconnaissable dans la silhouette du flanc droit de la vallée.